# 基地業務群 (第7航空団)
第7航空団基地業務群（だい7こうくうだんきちぎょうむぐん）は、百里基地に所在する第7航空団隷下の部隊である。

## 概要
百里基地における基地業務を任務とする。また「基地防空隊」を擁しており、各種防空火器（VADS・81式短距離地対空誘導弾・91式携帯地対空誘導弾・基地防空用地対空誘導弾）をもって敵航空機の攻撃からの基地防空の任にもあたっている。

## 部隊編成
- 群本部
- 第7基地防空隊
- 飛行場勤務隊
- 施設隊
- 通信隊
- 管理隊
- 業務隊
- 会計隊
- 衛生隊

## 主要幹部
| 官職名                  | 階級    | 氏名       | 補職発令日     | 前職                             |
| ----------------------- | ------- | ---------- | -------------- | -------------------------------- |
| 第7航空団基地業務群司令 | 1等空佐 | 伊豆原隆志 | 2016年03月25日 | 航空幕僚監部防衛部装備体系課勤務 |

| 代 | 氏名       | 在職期間                                                             | 前職                                                  | 後職                                                    |
| -- | ---------- | -------------------------------------------------------------------- | ----------------------------------------------------- | ------------------------------------------------------- |
|    | 塩田高次   | 1965年12月20日 - 1966年07月15日 ※百里分とん基地司令兼補              | 百里基地隊長                                          | 第12飛行教育団基地業務群司令                            |
|    | 上原恵次   | 0000年00月00日 - 1968年02月15日 ※1967年07月28日 百里基地司令兼補解除 |                                                       | 航空自衛隊第5術科学校研究部長                           |
|    | 坂井登     | 0000年00月00日 - 1971年03月15日                                      |                                                       | 航空自衛隊幹部学校付                                    |
|    | 有安亮一   | 0000年00月00日 - 1973年03月15日                                      |                                                       | 航空幕僚監部監理部総務課総務班長                        |
|    | 岩本展一   | 1973年03月16日 - 1974年12月01日                                      | 中部航空方面隊司令部勤務                              | 航空自衛隊幹部学校学校教官                              |
|    |            | 0000年00月00日 - 0000年00月00日                                      |                                                       |                                                         |
|    | 藪中隆三   | 1976年08月02日 - 1978年03月15日                                      | 航空幕僚監部防衛部付                                  | 航空幕僚監部防衛部調査第1課長                           |
|    | 江口勝     | 0000年00月00日 - 1979年06月30日                                      |                                                       | 航空自衛隊補給統制処総務課長                            |
|    |            | 0000年00月00日 - 0000年00月00日                                      |                                                       |                                                         |
|    | 橋本隆美   | 0000年00月00日 - 1982年12月20日                                      |                                                       | 航空自衛隊第2補給処業務部長                             |
|    | 那須秋男   | 1982年12月21日 - 1984年10月31日                                      | 航空幕僚監部防衛部防衛課防衛班長                      | 航空幕僚監部防衛部防衛課勤務                            |
|    | 勝俣和雄   | 1984年11月01日 - 1986年02月16日                                      | 航空幕僚監部防衛部調査第2課 収集第1班長               | 統合幕僚会議事務局第2幕僚室勤務                         |
|    | 堅谷登     | 1986年02月17日 - 1987年03月15日                                      | 航空幕僚監部監理部監理課 会計監査班長                 | 航空自衛隊補給本部総務課長                              |
|    | 今井均     | 1987年03月16日 - 1988年03月31日                                      | 自衛隊埼玉地方連絡部長                                | 航空幕僚監部監理部総務課 環境保全班長                   |
|    | 高橋勇行   | 1988年04月01日 - 1990年03月15日                                      | 航空幕僚監部人事教育部厚生課勤務                      | 航空総隊司令部総務部人事課長                            |
|    | 三丸文也   | 1990年03月16日 - 1991年03月15日                                      | 航空幕僚監部装備部調達課計画班長                      | 調達実施本部東京支部 宇都宮調達管理事務所長             |
|    | 海老澤滋   | 1991年03月16日 - 1993年07月31日                                      | 航空幕僚監部装備部補給課 補給第4班長                  | 航空自衛隊幹部学校学校教官                              |
|    | 川西孝一   | 1993年08月01日 - 1994年07月31日                                      | 航空幕僚監部防衛部通信電子課 総括班長                 | 中部航空警戒管制団整備補給群司令                        |
|    | 横幕功     | 1994年08月01日 - 1995年07月31日                                      | 北部航空方面隊司令部防衛部防衛課長                    | 航空幕僚監部監理部総務課広報室長                        |
|    | 河村和眞   | 1995年08月01日 - 0000年00月00日                                      | 航空自衛隊幹部学校付                                  |                                                         |
|    |            | 0000年00月00日 - 0000年00月00日                                      |                                                       |                                                         |
|    | 福井孝     | 0000年00月00日 - 1999年11月30日                                      |                                                       | 航空幕僚監部防衛部施設課 施設整備企画調整官 兼 計画班長 |
|    | 辻章嗣     | 1999年12月01日 - 2002年03月31日                                      | 航空幕僚監部防衛部運用課訓練調整官                    | 航空自衛隊幹部学校勤務                                  |
|    | 伊庭春樹   | 2002年04月01日 - 2003年07月31日                                      | 航空教育集団司令部教育部 教育第2課長                  | 中部航空方面隊司令部監理監察官                          |
|    | 國分雅宏   | 2003年08月01日 - 2006年08月03日                                      | 航空幕僚監部防衛部防衛課編成班長                      | 航空幕僚監部防衛部情報通信課長                          |
|    | 関谷智幸   | 2006年08月04日 - 2008年03月31日                                      | 航空幕僚監部運用支援・情報部情報課 情報運用室長       | 航空総隊司令部情報課長                                  |
|    | 浅井玲     | 2008年04月01日 - 2009年03月31日                                      | 航空幕僚監部運用支援・情報部 運用支援課運用支援調整官 | 航空総隊司令部防衛部防衛課長                            |
|    | 吉居宏     | 2009年04月01日 - 2010年03月31日                                      | 自衛隊奈良地方協力本部長                              | 航空幕僚監部総務部総務課 情報公開・個人情報保護室長     |
|    | 小柳保之   | 2010年04月01日 - 2011年04月14日                                      | 航空教育隊生徒隊長                                    | 航空中央業務隊付                                        |
|    | 石上誠     | 2011年04月15日 - 2012年11月30日                                      | 航空幕僚監部装備部装備課調整班長                      | 航空幕僚監部装備部装備課勤務                            |
|    | 江口純一郎 | 2012年12月01日 - 2015年01月14日                                      | 中部航空方面隊司令部総務部長                          | 第1航空団副司令                                         |
|    | 大嶋基司   | 2015年01月15日 - 2016年03月24日                                      | 北部航空警戒管制団第42警戒群司令 兼 大湊分屯基地司令  | 航空自衛隊補給本部第4部長                               |
|    | 伊豆原隆志 | 2016年03月25日 -                                                     | 航空幕僚監部防衛部装備体系課勤務                      |                                                         |